# Thamnophilus schistaceus
Thamnophilus schistaceus là một loài chim trong họ Thamnophilidae.